# Discovery Trip
Discovery Trip – trzeci album studyjny holenderskiego duetu Laserdance, wydany w 1989. Kompozytorami wszystkich utworów byli Michiel van der Kuy, członek Laserdance, oraz Rob van Eijk. Płyta nieco różniła się od pierwszych dwóch albumów Laserdance. Na utworach odcisnął się produkcyjny pośpiech i brak należytej dbałości o rozwiązania brzmieniowe.

## Spis utworów
1. "Cosmo Tron" /remix/ – 4:48
2. "Trip To Destroy" – 5:04
3. "Endless Dream" – 4:54
4. "Brain Mission" - 6:20
5. "Discovery Trip" – 5:32
6. "Flying Planet" – 6:50
7. "Electro Based" – 6:02
8. "Time Zone" – 5:18
9. "Cosmo Tron" /space version/ – 6:44
10. "Cosmo Tron" /light speed version/ – 5:12

## Instrumentarium
- Roland JX-10
- Roland Juno-60
- Roland Juno-106
- Roland MSQ-100
- Roland TR-808
- Yamaha FB-01
- Yamaha REV 500
- Akai MPC 60
- Korg DVP-1 Digital Voice Processor
- Korg M1
- Korg Polysix
- Korg Monotron Delay
- LinnDrum LM2
- Oberheim OB-Xa
- E-mu Emax
- Ensoniq ESQ-1

## Autorstwo utworów
Okładka płyty informuje, iż drugi członek Laserdance i zarazem producent wykonawczy Erik van Vliet był kompozytorem wszystkich utworów. Tymczasem Michiel van der Kuy stwierdził w wywiadzie, że van Vliet, który za czasów Laserdance nigdy nie pełnił funkcji ani kompozytora, ani wykonawcy, kupił prawa autorskie od rzeczywistych kompozytorów i dzięki temu mógł umieścić swoje nazwisko przy kompozycjach, których nigdy nie stworzył.

## Single
Na singlu opublikowano tylko jeden utwór Cosmo Tron. W 1990 roku ukazał się maxi singel Megamix vol. 3, zawierające mix utworów z Discovery Trip oraz dwie wersje utworu Fall of the Wall, napisanego pod wpływem informacji o zburzeniu Muru Berlińskiego.